# امبیلو-شتو
امبیلو-شتو (به فرانسوی: Ambillou-Château) یک کمون در فرانسه است که در Canton of Gennes واقع شده‌است.

## خصوصیات
امبیلو-شتو ۱۹٫۹۹ کیلومترمربع مساحت و ۹۵۱ نفر جمعیت دارد و ۷۷ متر بالاتر از سطح دریا واقع شده‌است.